# Französische Meisterschaften im Skispringen 2019
Die französischen Meisterschaften im Skispringen 2019 fanden am 30. und 31. März  in Chaux-Neuve auf der Großschanze La Côte Feuillée statt. Bei den Männern verteidigte Jonathan Learoyd seinen französischen Meistertitel aus dem Vorjahr erfolgreich, während Joséphine Pagnier erstmals französische Meisterin bei den Frauen wurde. Beim Teamspringen gingen Mathis Contamine, Jack White, Alessandro Batby und Jonathan Learoyd aus dem Département Savoie (Region Auvergne-Rhône-Alpes) siegreich hervor und lösten damit die Vorjahressieger aus dem Département Jura (Region Bourgogne-Franche-Comté) ab. Als Technischer Delegierter fungierte Jérôme Gay. Der ehemalige Nordische Kombinierer Geoffrey Lafarge war als einer der fünf Sprungrichter im Einsatz.

## Austragungsort
| \| Chaux-Neuve \| |
| Chaux-Neuve       |

| Chaux-Neuve |

## Ergebnisse

### Frauen Einzel
Die französischen Meisterschaften der Frauen fanden am 30. März 2019 statt. Es nahmen fünf Athletinnen teil.
| Platz | Name               | Verein          | Weite 1 | Weite 2 | Punkte |
| ----- | ------------------ | --------------- | ------- | ------- | ------ |
| 01.   | Joséphine Pagnier  | RC Chaux-Neuve  | 111,5 m | 112,0 m | 244,7  |
| 02.   | Lucile Morat       | CS Courchevel   | 106,0 m | 109,5 m | 229,3  |
| 03.   | Océane Avocat Gros | ASPTT Annemasse | 094,5 m | 104,0 m | 196,7  |
| 04.   | Léna Brocard       | US Autranaise   | 077,0 m | 090,0 m | 136,0  |
| 05.   | Marine Bressand    | CS Chamonix     | 080,0 m | 082,5 m | 126,9  |

### Männer Einzel
An den französischen Meisterschaften der Männer vom 30. März 2019 nahmen 42 französische Athleten sowie außer Konkurrenz startende Schweizer teil.
| Platz | Name                | Verein        | Weite 1 | Weite 2 | Punkte |
| ----- | ------------------- | ------------- | ------- | ------- | ------ |
| 01.   | Jonathan Learoyd    | CS Courchevel | 111,0 m | 118,0 m | 271,9  |
| —     | Gabriel Karlen      | Schweiz       | 112,0 m | 113,0 m | 263,2  |
| 02.   | Mathis Contamine    | CS Courchevel | 105,0 m | 115,5 m | 247,7  |
| 03.   | Jack White          | CS Courchevel | 105,0 m | 115,0 m | 243,7  |
| 04.   | Paul Brasme         | US Ventron    | 103,5 m | 112,0 m | 238,7  |
| 05.   | Alessandro Batby    | CS Courchevel | 100,0 m | 108,5 m | 224,6  |
| 06.   | Brice Ottonello     | CS Chamonix   | 101,5 m | 099,5 m | 209,6  |
| 07.   | Maxime Laheurte     | AS Gérardmer  | 094,5 m | 108,0 m | 208,8  |
| 08.   | Laurent Muhlethaler | Prémanon SC   | 096,5 m | 104,5 m | 207,1  |
| 09.   | Lilian Vaxelaire    | SC Xonrupt    | 098,0 m | 096,5 m | 199,9  |
| 10.   | Yoann Morel         | US Autranaise | 101,0 m | 093,5 m | 187,0  |

### Team
Das Teamspringen fand zum Abschluss der Meisterschaften am 31. März statt. Es gingen überwiegend reine Männer-Teams an den Start, jedoch nahmen vereinzelt auch Frauen am Wettkampf teil. Insgesamt waren zehn Teams am Start.
| Platz | Team         | Namen                                                          | Punkte | Gesamt |
| ----- | ------------ | -------------------------------------------------------------- | ------ | ------ |
| 01.   | Savoie       | Mathis Contamine Jack White Alessandro Batby Jonathan Learoyd  |        |        |
| 02.   | Vosges       | Lilian Vaxelaire Antoine Gérard Nicolas Didier Paul Brasme     |        |        |
| 03.   | Jura         | Edgar Vallet Laurent Muhlethaler Marco Heinis Mattéo Baud      |        |        |
| 04.   | Haute-Savoie | François Braud Thomas Roch Dupland Brice Ottonello Enzo Milési |        |        |
| 05.   | Doubs        | Joséphine Pagnier Clovis Pagnier Gaël Blondeau Maël Tyrode     |        |        |